# Parque fotovoltaico Guayepo
Parque Fotovoltaico Guayepo es un Parque solar en el municipio de Ponedera en Colombia. Cuenta con una capacidad instalada de 486 megavatios (MW), más de 820.600 paneles instalados, en una superficie de más de 1.110  hectáreas.

## Historia
En junio de 2021 se otorgo la licencia ambiental para dar inicio al proyecto.
El 25 de julio de 2022 inicio la construcción del proyecto en los municipios de Ponedera y Sabanalarga, en el departamento del Atlántico. Tras su inauguración se convirtió en el Parque solar más grande de América Latina.
28 de diciembre de 2023 se inauguro el parque, desde ese día se conecto a la subestación eléctrica Sabanalarga, propiedad de Grupo ISA, y será inyectada al Sistema Interconectado Nacional.

## Ampliación
Guayepo 1 y 2 ya están construidas y se planea la construcción de la tercera fase.